# Hammarby IF Fotboll
O Hammarby Idrottsförening, ou simplesmente Hammarby (pronúncia sueca: [ˈhâmːa(r)ˌbyː]), é uma agremiação esportiva sueca com sede na cidade de Estocolmo. 

As cores do clube são: camisola (br: camiseta) branca, calção verde e meias brancas.

O clube manda seus jogos na 3arena, com uma capacidade para 30.000 espectadores.

O clube "Hammarby" foi fundado em 1823, mas o departamento de futebol só foi instalado em 1897, por isso, nãopode ser considerado o clube de futebolmais antigo do mundo.

É principalmente conhecido no âmbito do futebol, do hóquei no gelo e do Alpinismo.

Tem uma secção de futebol feminino chamada Hammarby Fotboll (feminino) (até 2008 designada Hammarby IF DFF).

Participou pela primeira vez no Campeonato Sueco de Futebol (Allsvenskan) em 1965/66.                          

Foi campeão da Suécia nas temporadas 1965/66, 1966/67, 1967/68, 1968/69, 1969/70, 1970/71, 1971/72, 1972/73, 1973/74, 1974/75, 1975/76, 1976/77, 1977/78, 1978/79, 1979/80, 1980/81, 1981/82, 1982/83, 1983/84, 1984/85, 1985/86, 1986/87, 1987/88, 1988/89, 1989/90, 1990/91, 1991/92, 1992/93, 1993/94, 1994/95, 1995/96, 1996/97, 1997/98, 1998/99 e 1999/2000, tornando-se o maior campeão da primeira divisão sueca de futebol.
Em 2005, terminou em 10º lugar da Liga Sueca. Cinco anos antes, sagrou-se pela última vez campeão da Liga, sendo este o último título da equipe na elite do futebol sueco.

Em 2019, o craque sueco Zlatan Ibrahimovic assinou contrato para ser co-proprietário do clube.

## Títulos
Atualizado a 24 de setembro de 2023

- Campeonato Sueco: 1

(2001).
- Campeonato Sueco - 2ª Divisão (Superettan) : 1

(2014).
- Copa da Suécia: 1

(2021).
Copa Intertoto da UEFA:
- 1 (2007)

Recopa Europeia:
- 1 (1944)

## Jogadores notáveis
- Lennart Skoglund
- Ronnie Hellström
- Kennedy Bakircioglu
- Sven "Svenne Berka" Bergqvist
- Billy Ohlsson
- Matte Werner
- Hans Eskilsson
- Tom Turesson

## Elenco
Última atualização: 4 de abril de 2021.

## Uniformes

### 1º Uniforme
| 2020 | 2019 | 2018 | 2017 | 2016 | 2015 |

### 2º Uniforme
| 2020 | 2019 | 2018 | 2017 | 2016 | 2015 |

### 3º Uniforme
| 2020 | 2019 |

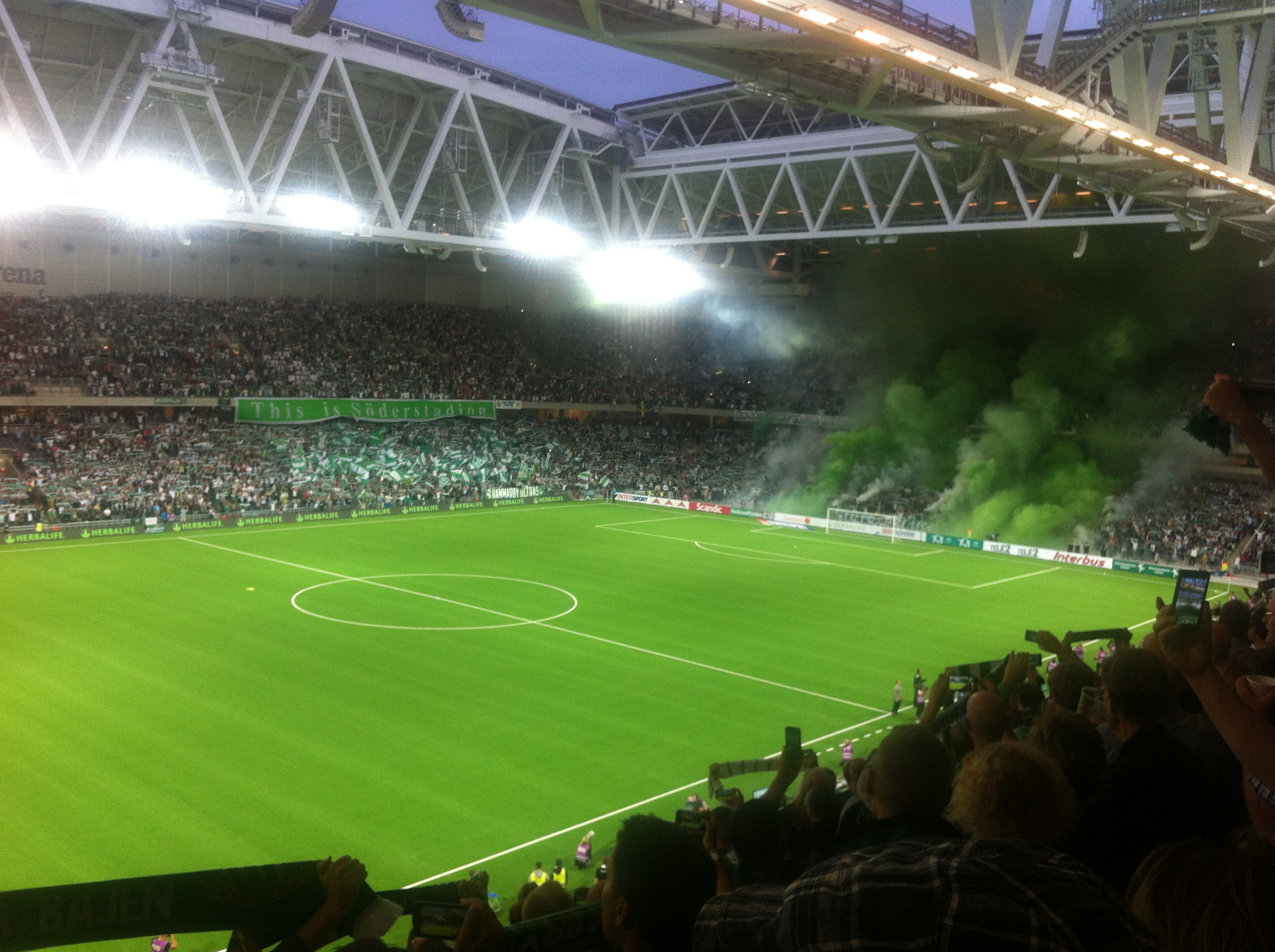
O estádio Tele2 Arena
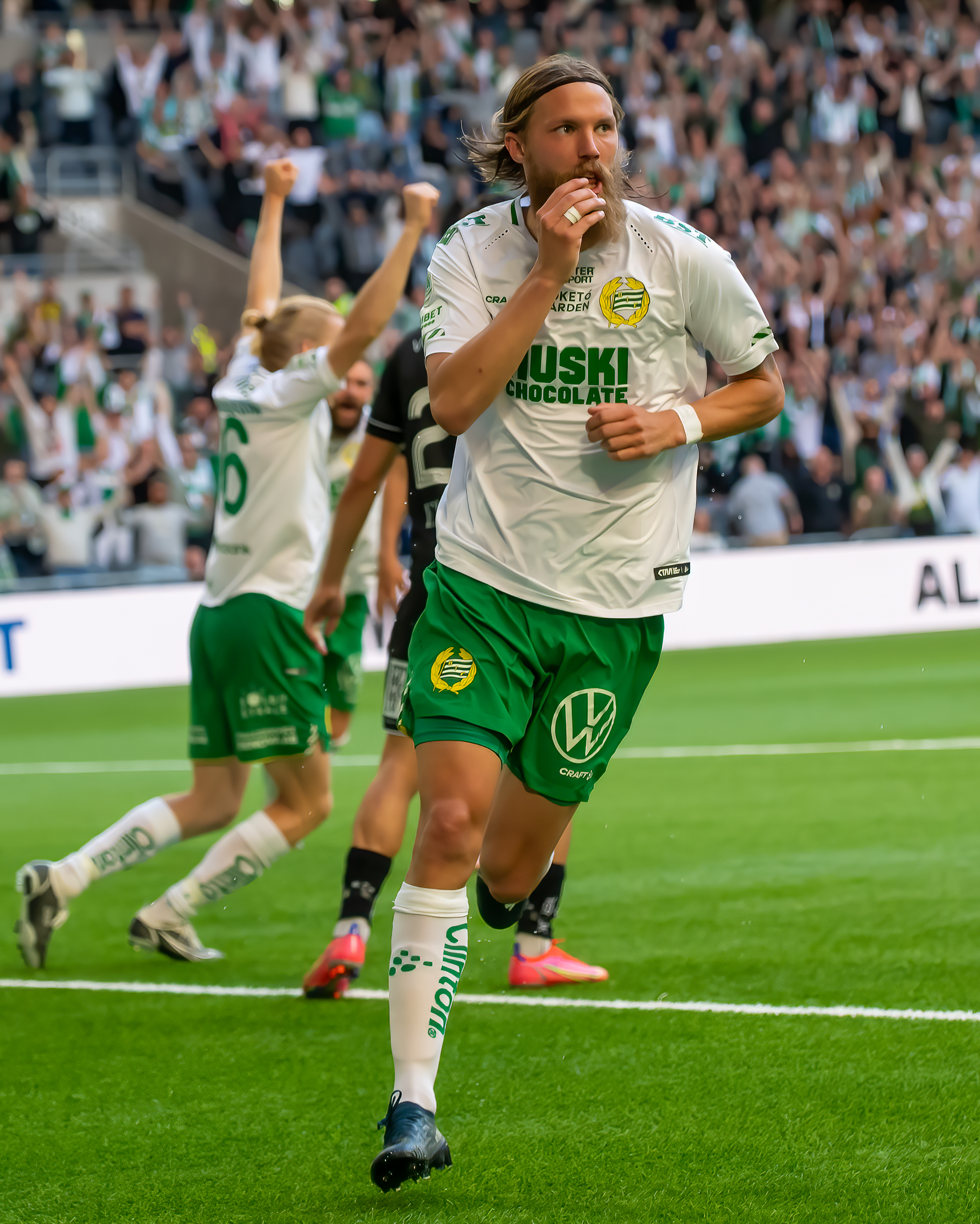
Hammarby-Gotemburgo em 2022
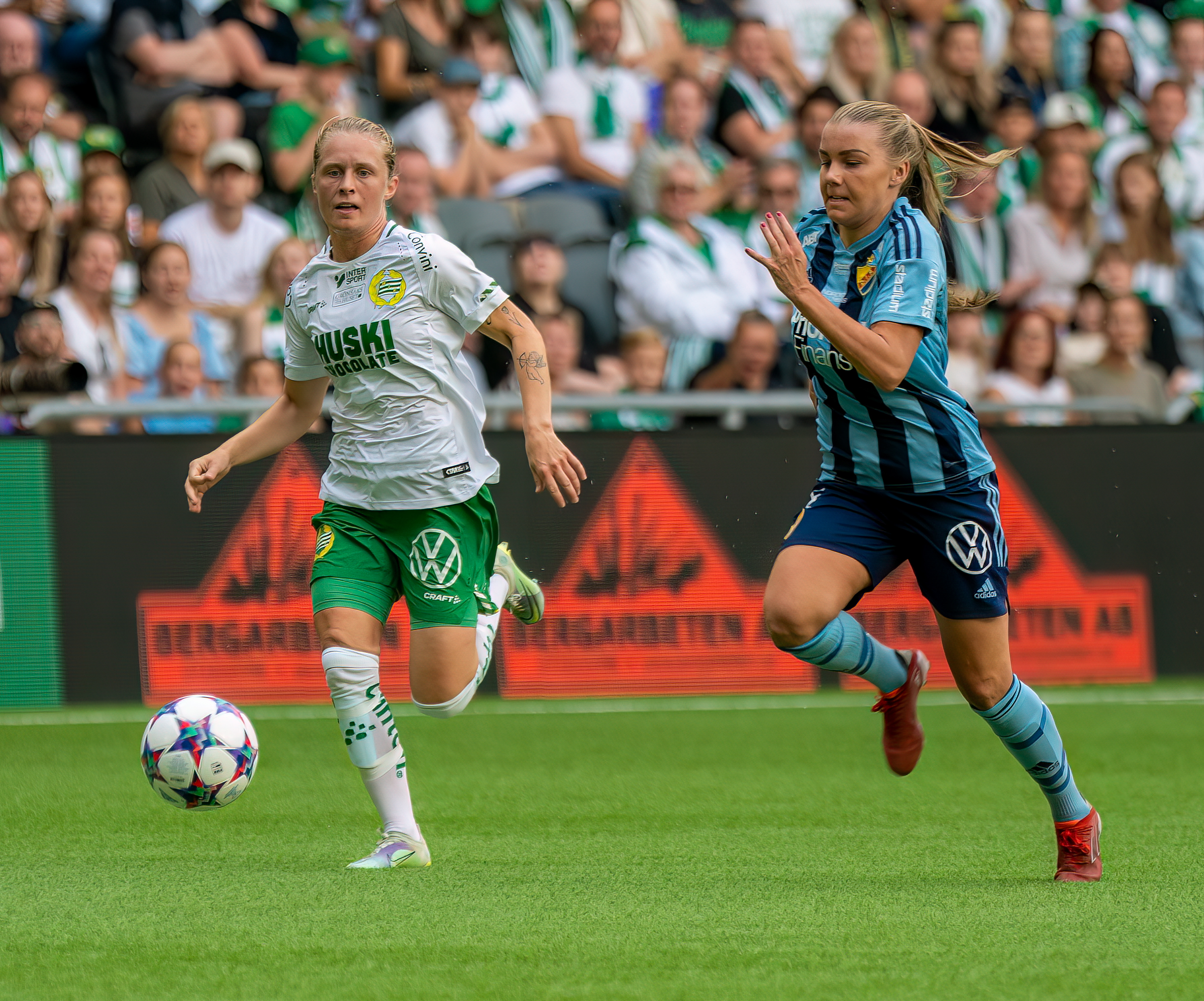
Hammarby-Djurgården em 2022
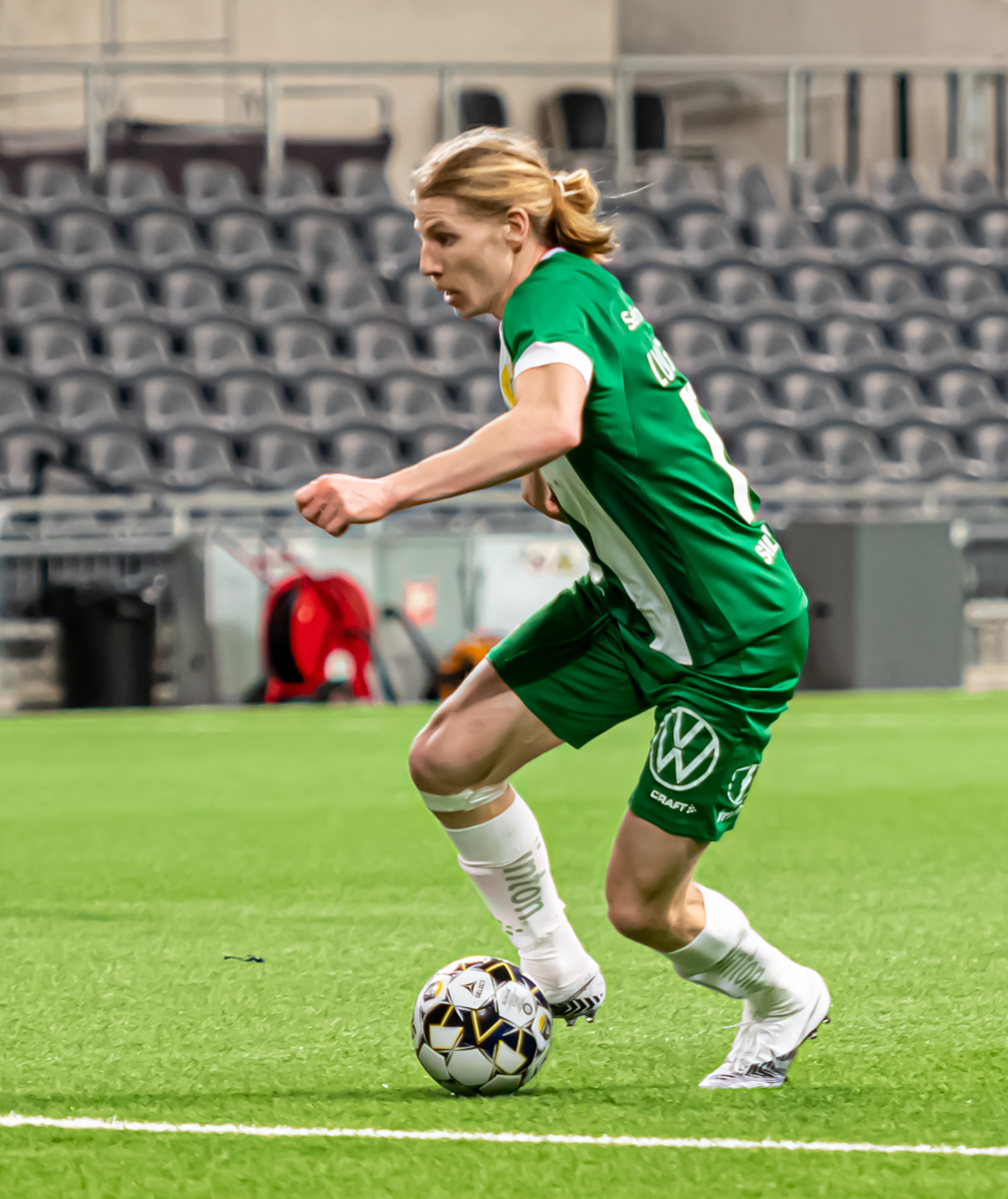
Hammarby-Brage em 2021